# زين الدين محمد الصغير
زين الدين محمد الصغير، لاعب دولي سابق مع المنتخب الجزائري لكرة اليد.

## الأندية التي أشرف على تدريبها
- نادي الخليج السعودي لكرة اليد [2]
- 2003 ال 2004 نادي الأهلي البحريني  لكرة اليد[3]
- 2004 الي 2007 نادي العين الإماراتي لكرة اليد [4]
- 2007 الي 2009 نادي الكويت الكويتي لكرة اليد [5][6]
- 2009الي 2010 نادي العين الإماراتي لكرة اليد [7][8]
- 2010 الي 2014 نادي العربي القطري لكرة اليد [9][10]

- 2014 ال 2015 نادي الخليج السعودي لكرة اليد [11]
- 2015 الي 2017 نادي الوصل الإماراتي لكرة اليد [12][13]

## روابط خارجية
- زين الدين محمد الصغير على موقع أوليمبيديا (الإنجليزية)